# Alebroides shaanxiensis
Alebroides shaanxiensis är en insektsart som beskrevs av Chou och Zhang 1987. Alebroides shaanxiensis ingår i släktet Alebroides och familjen dvärgstritar. Inga underarter finns listade i Catalogue of Life.